# Eliasz (Bykow)
Eliasz, imię świeckie Nikołaj Bykow (ur. 3 kwietnia 1954 w Czernorecziu) – rosyjski biskup prawosławny.

## Życiorys
Urodził się w rodzinie chłopskiej. Po ukończeniu szkoły średniej i odbyciu służby wojskowej pracował przez rok jako ślusarz. 20 lipca 1980 został wyświęcony na diakona przez metropolitę mińskiego i słuckiego Filareta. 12 października 1980 ten sam duchowny udzielił mu święceń kapłańskich (jako duchownemu żonatemu). Pracował w parafii św. Antoniego w Kossowie. W sierpniu 1982 został przeniesiony do eparchii gorkowskiej, gdzie służył w różnych parafiach w Gorkim, Wysokowie i Kstowie.
26 czerwca 2010, będąc już wdowcem, otrzymał nominację na biskupa jakuckiego i leńskiego. 29 czerwca tego samego roku złożył wieczyste śluby zakonne przed metropolitą sarańskim i mordowskim Warsonofiuszem (Sudakowem), przyjmując imię Eliasz. Następnego dnia otrzymał godność archimandryty. 1 sierpnia 2010 w soborze Trójcy Świętej w monasterze Trójcy Świętej i św. Serafina z Sarowa w Diwiejewie miała miejsce jego chirotonia na biskupa jakuckiego i leńskiego.
30 maja 2011 Święty Synod Rosyjskiego Kościoła Prawosławnego przeniósł go do eparchii sarańskiej i mordowskiej jako jej wikariusza z tytułem biskupa ruzajewskiego. Dwa lata później został biskupem pomocniczym eparchii niżnonowogrodzkiej z tytułem biskupa bałachnińskiego.